# Plektenchym
Plektenchym je nepravé houbové pletivo, které vzniká z více či méně propletených houbových vláken (hyf). Toto pletivo je typické pro stélky (např. dřeň lišejníků), stromata (trámčinu) a také některé plodnice. Plektenchym se však také vyskytuje např. u těch červených řas, které tvoří kompaktní stélky. 